# Pelech
Pelech (hebr. פלך; ang. Pelekh; pol. Wrzeciono) – kibuc położony w Samorządzie Regionu Misgaw, w Dystrykcie Północnym, w Izraelu. Członek Ruchu Kibuców (Ha-Tenu’a ha-Kibbucit).

## Położenie
Kibuc Pelech jest położony na wysokości 449 metrów n.p.m. w południowym skraju Górnej Galilei. Leży w paśmie górskim Matlul Curim, które wznosi się od północnego zachodu nad Doliną Bet ha-Kerem. Okoliczny teren łagodnie opada w kierunku zachodnim do wzgórz Zachodniej Galilei i dalej do równiny przybrzeżnej Izraela. Na północ od kibucu płynie strumień Jasaf, a na zachodzie strumień HaMra. W otoczeniu kibucu Pelech znajdują się miejscowości Jirka, Januch-Dżat, Dejr al-Asad, Madżd al-Krum, Kabul i Julis, kibuce Kiszor i Tuwal, moszaw Achihud, oraz wsie komunalne Gitta, Gilon i Tal-El. Na zachód od osady znajduje się baza wojskowa Jirka (prawdopodobnie są to magazyny amunicji).

### Podział administracyjny
Pelech jest położony w Samorządzie Regionu Misgaw, w Poddystrykcie Akka, w Dystrykcie Północnym Izraela.

## Demografia
Stałymi mieszkańcami kibucu są wyłącznie Żydzi. Tutejsza populacja jest świecka:

Źródło danych: Central Bureau of Statistics.

## Historia
Kibuc został założony w 1981 roku w ramach rządowego projektu Perspektywy Galilei, którego celem było wzmocnienie pozycji demograficznej społeczności żydowskiej na północy kraju. Pierwotnie była to paramilitarna placówka będąca częścią programu Nachal, w którym mieszkańcy osiedli łączyli pracę rolniczą ze służbą wojskową. Następnie, w 1983 roku osada została przekształcona w cywilny kibuc, który przejęła młodzieżowa organizacja syjonistyczna Ha-Szomer Ha-Cair. Od tej pory kibuc pełnił funkcję obozu szkoleniowego, w którym mieszkali przez pewien czas zatrudnieni pracownicy. Dopiero w 2004 roku osiedliło się tutaj pięć rodzin imigrantów z krajów byłego ZSRR. W kolejnych latach populacja osady wzrosła do 27 rodzin w 2008 roku. Planowana jest dalsza rozbudowa do 110 rodzin.

### Nazwa
Nazwa kibucu pochodzi od hebrajskiej nazwy wrzeciona, i została zaczerpnięta z wersetu biblijnego.

## Edukacja
Kibuc utrzymuje przedszkole. Starsze dzieci są dowożone do szkoły podstawowej we wsi Gilon.

## Gospodarka
Gospodarka kibucu opiera się na niewielkiej plantacji kiwi, oraz hodowli drobiu i bydła mlecznego.

## Transport
Z kibucu wyjeżdża się na wschód drogą nr 8544, która prowadzi do sąsiedniego kibucu Tuwal, a następnie na północny wschód obok miejscowości Dejr al-Asad i kibucu Kiszor do skrzyżowania z drogą nr 854.